# HD 4142
HD 4142，又名BD+47 181，SAO 36617、HR 189，是一颗恒星，视星等为5.67，位于銀經121.72，銀緯-14.99，其B1900.0坐标为赤經0h 38m 52.8s，赤緯+47° -14.99′ 58″。